# Bobby Deerfield
Bobby Deerfield és una pel·lícula estatunidenca dirigida per Sydney Pollack el 1977, tret de la novel·la El cel no té preferits d'Erich Maria Remarque.

## Argument
Un jove campió de Fórmula 1 s'enamora d'una jove leucèmica.

## Repartiment
- Al Pacino
- Marthe Keller
- Anny Duperey
- Féodor Atkine
- Romolo Valli: Oncle Luigi